# Kenny Molly
Pour les articles homonymes, voir Molly.
Kenny Molly, né le 24 décembre 1996 à Izegem, est un coureur cycliste belge. Il est membre de l'équipe Van Rysel-Roubaix Lille Métropole.

## Biographie
Kenny Molly est originaire d'Izegem, en Région flamande. Il commence le cyclisme en deuxième année débutants.
En 2014, il prend notamment la cinquième place du championnat de Belgique juniors (moins de 19 ans), alors qu'il court au Tieltse Rennersclub. Il intègre ensuite la Fondation Contador en 2015 pour ses débuts espoirs (moins de 23 ans). Stagiaire chez AWT-Greenway, il rejoint en 2016 cette équipe, renommée Klein Constantia. Elle disparaît cependant à l'issue de cette saison. 
En 2017, il revient en Belgique en signant avec AGO-Aqua Service, alors réserve de l'équipe WB-Veranclassic-Aqua Protect. Bon puncheur, il obtient une victoire et diverses places d'honneur. À partir du mois d'août, il rejoint l'équipe continentale professionnelle Fortuneo-Oscaro en qualité de stagiaire. Il se fait remarquer par son comportement offensif en participant à des échappées à l'Arctic Race of Norway, à la Primus Classic, à l'Eurométropole Tour ou encore à la Famenne Ardenne Classic. 
Lors de la saison 2019, il se classe notamment quatrième du Grand Prix de Francfort espoirs et dixième du Circuit Het Nieuwsblad espoirs. Il termine par ailleurs onzième et meilleur coureur de la délégation belge au championnat d'Europe espoirs. Il passe finalement professionnel en 2020 chez WB-Aqua Protect-Veranclassic, après y avoir été stagiaire. 
En avril 2021, il est membre de l'échappée du jour sur l'Amstel Gold Race.

## Palmarès
- 2014
  - 2e étape du Circuito Cántabro Junior
  - 2e du Circuito Cántabro Junior
- 2017
  - Coupe Egide Schoeters
  - 2e de la Liedekerkse Pijl
- 2024
  - 4e étape du Tour du Beaujolais

## Classements mondiaux
| Année                                 | 2015 | 2016 | 2017  | 2018  | 2019  | 2020  | 2021  | 2022 | 2023  |
| ------------------------------------- | ---- | ---- | ----- | ----- | ----- | ----- | ----- | ---- | ----- |
| Classement mondial                    |      | nc   | 1873e | 1496e | 1303e | 1996e | 2339e | 761e | 2778e |
| UCI Europe Tour                       | 960e | nc   | 1184e | 953e  | 899e  | 1457e | 1561e | 576e | nc    |
|                                       |      |      |       |       |       |       |       |      |       |
| Légende : nc = non classéSource : UCI |      |      |       |       |       |       |       |      |       |